# Alf Lombard
Alf Lombard  (*  8. Juli 1902 in Paris; † 1. März 1996 in Lund) war ein schwedischer Romanist und Rumänist.

## Leben und Werk
Lombard war der Sohn von Emile Lombard und Louise Lundberg. Er promovierte 1930 in Uppsala bei Erik Staaff mit der Arbeit Les constructions nominales dans le français moderne : Étude syntaxique et stylistique (Uppsala/Stockholm 1930). Er wurde  als Vertreter von Emanuel Walberg an die Universität Lund berufen und war dort von 1939 bis 1969 ordentlicher Professor für Romanische Philologie. Lombard war der Begründer der schwedischen Rumänistik.
Lombard war Ehrendoktor der Universitäten Caen (1948) und Rennes (1950) und seit 1947 Korrespondierendes Mitglied der Rumänischen Akademie.

## Weitere Werke
- Europas och den vita rasens språk. En systematisk översikt. Uppsala 1926.
- Un problème stylistique de français moderne, étudié dans les œuvres de Georges Courteline. La prédominance des constructions substantives et abstraites. Uppsala 1927.
- Svensk-fransk parlör med uttalsbeteckning. Paris 1929.
- La prononciation du Roumain. Uppsala 1935, 1936.
- L’infinitif de narration dans le langues romanes. In: Études de syntaxe historique. Uppsala / Leipzig 1936.
- Le verbe roumain. Etude morphologique. 2 Bände. Lund 1954–1955.
- Le rôle des semi-voyelles et leur concurrence avec les voyelles correspondentes dans la prononciation parisienne. Lund 1964.
- Rumänsk grammatik. Lund 1973 (französisch u. d. T. La langue roumaine. Une présentation. Paris 1974).
- mit Constantin Gâdei: Dictionnaire morphologique de la langue roumaine. Lund / Bukarest 1981, ISBN 91-40-04782-2.
- mit Greta Brodin, Paolo Ravacchioli: Niloés italiensk-svenska, svensk-italienska lexikon. Stockholm 1963, 1990, ISBN 91-7102-203-1.
- Språken på vår jord. Stockholm 1990, ISBN 91-7868-270-3 (1. norwegische Auflage: Alle jordens språk. Oslo 1996, 2011 ISBN 978-82-530-3389-1).